# Сунтар-Хаята

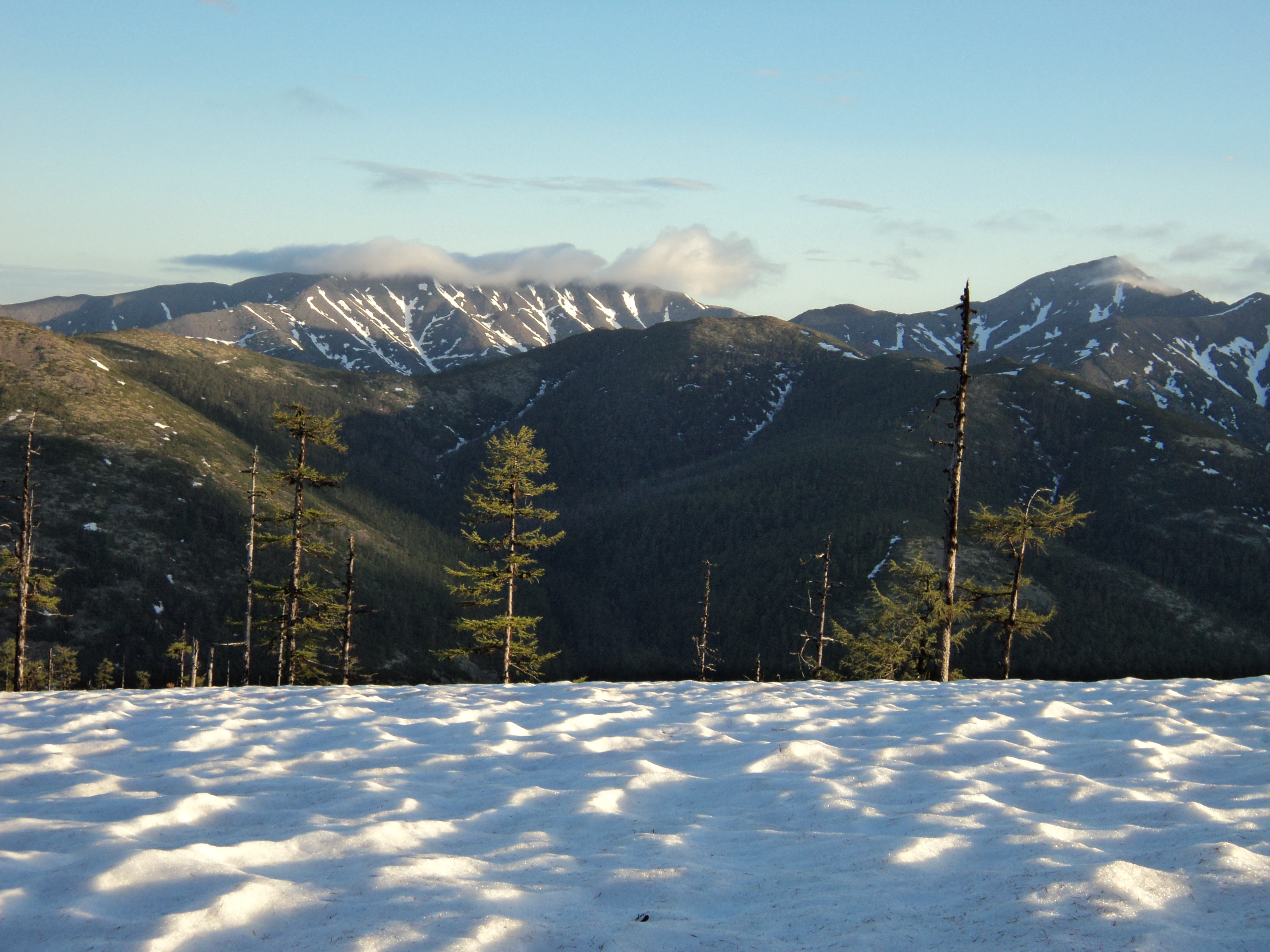
Сунтар-Хаят в червні

Сунта́р-Хаята́  (рос. Сунтар-Хаята, якут. Сунтаар Хайата) — гірський хребет що височіє уздовж межі Республіки Саха на півночі з Амурською областю та Хабаровським краєм на півдні, Росія, вододіл Алдана, Індигірки і річок Охотського узбережжя. Довжина 450 км, висота до 2 959 м (гора Мус-Хая).
Північною частиною хребта проходить Колимське шосе R504.

## Географія
Сунтар-Хаята має завдовжки приблизно 450–550 км, а завширшки – 60 км.
Гора Мус-Хая заввишки 2959 м, розташована в Республіці Саха, є найвищою точкою хребта.
Гора Берилл, заввишки 2933 м є найвищою вершиною Хабаровського краю. 
Гора Хакандя
— ультра-пік заввишки 2615 м.
Хребет Сунтар-Хаята географічно є південно-східним продовженням Верхоянського хребта. 
До середини 20 століття він розглядався як окремий хребет разом із хребтом Скелястий, з найвищою точкою 2017 м, і Сетте-Дабаном, з найвищою точкою 2017 м на південному заході. 
На південь від хребта розташоване Юдомо-Майське нагір'я, 
а на північний схід — Верхньоколимське нагір'я.

### Хребти другого порядку
Хребет Сунтар-Хаята має у своєму складі декілька хребтів другого порядку,
хребет Нет-Тага, хребет Юдома і хребет Кухтуй.

## Гідрографія
Сунтар-Хаята — вододіл між річкою Алдан, сточищем Лени та Індигіркою — як Північного Льодовитого океану, так і Охотського моря.
Деякі з основних водотоків, що мають витоки на хребті — Тири, Томпо, Аллах-Юнь і Юдома, що належать до басейну Лени, Хастах і Тарин-Юрях — до басейну Індигірки, Кулу — до басейну річки Колими, Охота, Ульбея, Іня, Кухтуй і Яна впадають в Охотське море.
На хребті знаходяться найпівденніші льодовики російського Далекого Сходу за межами Камчатки.
Їхній стан невідомий.

## Геологія
Складний ефузивами і гранітами. Площа заледеніння 204 км², нижче розташовується пояс таринів площею близько 800 км².

## Флора
Нижня частина схилів покрита модриновим рідколіссям; вище — гірська тундра.